# 로버트 토드 링컨
로버트 토드 링컨(Robert Todd Lincoln, 1843년 8월 1일 ~ 1926년 7월 26일)은 미국의 공화당 소속 정치인이다. 에이브러햄 링컨 대통령의 장남이자 성인이 되는 네 명의 아들 중 단 하나였다. 자신의 부친의 암살에 이어 링컨은 변호사가 되었고, 35대 전쟁장관 (1881년 ~ 1885년)과 영국 주재 공사를 지냈다.

## 어린 시절
로버트 토드 링컨은 에이브러햄 링컨과 메리 토드 링컨의 장남으로 일리노이주 스프링필드에서 태어났으며, 동생들 에드워드, 윌리와 토머스는 병으로 사망한 동안 성인이 되는 데 단 하나의 아들이었다.
자신의 동생들이 부친과 따뜻한 관계를 즐겼어도 로버트의 경험은 정반대였다. 일생의 후반에 그는 이렇게 썼다. -
나의 어린 시절과 초기 청년 시절 동안 그는 거의 집으로부터 멀리 떨어져 있어 법원에 참석하거나 정치적 연설을 하였다.  1859년 내가 16세때 ... 난 뉴햄프셔주에 학교를 다니러, 그후에 하버드 대학교에 갔고, 그는 대통령이 되었다.  앞으로 우리 사이의 큰 친밀감은 불가능해졌다.  사업에 대한 그의 끊임없는 헌신 때문에 그의 대통령직 동안 나는 그와 10 분 동안 조용히 대화를 나누고 기도했다.

## 교육과 군사 복무
1864년 자신의 학부 연구를 완료한 후, 로버트 링컨은 하버드 로스쿨에 입학하였다. 이어진 해 그는 율리시스 S. 그랜트 장군의 군대에 대위로 잠시 복무하는 데 자신의 공부를 중단하였다. 자신의 부친의 정적과 그의 제휴들 둘다에 의하여 거의 비판을 받은 운동인 남북 전쟁 말기에 그는 북군에 입대하였다. 많은이들은 가능한 한 오랫동안 그를 학교에 두도록 강요한 것에 어떤이들이 이야기한 그의 모친을 핑계되어 전투에 직면할 그의 가능성을 감소시켰다.
1865년 4월 15일 링컨 대통령이 분리주의자 존 윌크스 부스에 의하여 총을 맞은 후 사망하였다. 다음 달에 로버트 링컨은 모친과 함께 시카고로 이주하여 2년 동안 그녀와 함께 살았다. 이 시간 동안 그는 올드 시카고 대학교에서 법률 수업을 들어 변호사가 되는 데 법정을 통과하였다.
부친의 암살 사건이 있던 짧은 전에 이상하게 우연히 로버트는 암살범 부스의 형 에드윈 부스에 의하여 심각한 잠재적 플랫폼 부상으로부터 구출되었다.

## 경력
로버트 링컨은 시카고 법정 협회의 창립 위원이었고, 자신 소유의 로펌을 개장하였다. 그는 철도와 기업 부문들에서 고객들을 얻었고, 1870년대에 성공적인 변호사로서 자신을 설립하였다.
러더퍼드 B. 헤이스 대통령은 그에게 1877년 국무차관의 직위를 제공하였으나 링컨은 거절하였다. 그럼에 불구하고, 그는 정치에 가까이 남아있어 1880년 공화당 전당 대회로 대표로서 활동하였다.
1881년 제임스 A. 가필드 대통령은 자신의 전쟁장관으로 그에게 접근하였고, 링컨은 받아들여 1885년까지 지냈다. 이 시간 동안 그는 백인들의 침입을 멈추는 데 입법을 추천하면서 인디언의 대지들을 지지하였다. 그는 또한 기상국과 육군 사이에 별거를 제안하였고, 탈영 위험을 감소시키는 데 군인들을 위한 임금 인상을 촉구하였으며 자원 봉사 민병대 조직들의 출범을 지지하는 데 주들에게 자유로운 세출을 추천하였다.
1889년 벤저민 해리슨 대통령은 링컨을 국무부에서 가장 권위있는 외국 임명으로 영국 주재 공사로 지정하였다. 자신의 재직 동안 링컨은 국제 위기 혹은 스캔들을 향하지 않았다. 자신의 마지막 정부 직위로 그는 1893년까지 이것에 남아있었다.
10년의 세월 동안 공화당은 되풀이적으로 대통령 혹은 부통령을 위하여 잠재적인 후보로서 링컨의 이름을 꺼내 1884년, 1888년, 1892년과 1912년에 출마하는 데 그를 밀고 나갔다. 하지만 가끔 자신의 부친의 그림자에서 잃은 것을 느낀 아들은 자신의 부친의 대통령 발자취에 따라가는 데 흥미를 가지지 않았다. 로버트 링컨의 친구 니컬러스 머리 버틀러는 어린 링컨이 자신이 가끔 에이브러햄 링컨의 아들로서 그냥 알려졌다고 썼고, "아무도 전쟁장관을 위하여 날 원하지 않았으며 그들은 에이브러햄 링컨의 아들을 원하였다. 아무도 영국 주재 공사를 위하여 날 원하지 않았으며 그들은 에이브러햄 링컨의 아들을 원하였다. 아무도 풀먼사의 사장을 위하여 날 원하지 않았으며 그들은 에이브러햄 링컨의 아들을 원하였다."고 말하려고 했다.
링컨은 1893년 법률로 복귀하여 시카고에 있는 풀먼 팰러스 자동차 회사에서 일반 변호사로 활동하였다. 소유자 조지 풀먼이 1897년 사망했을 때 링컨은 직무 대행 사장으로서 자리를 채웠다. 그의 역할은 1901년 영구적인 것으로 변하였다. 그는 1911년 사임하여 보건 우려를 인용하였다. 링컨은 자신이 1922년까지 보유한 직위로 이사회 의장으로 계속 연루된 것으로 남아있었다.
동년에 링컨은 워싱턴 D. C.에서 링컨 기념관의 개관식이 있던 동안 자신의 부친의 기억을 존중했을 때 자신의 마지막 대중 연설을 하였다.

## 개인 생활
자신의 부친이 "The Railsplitter"로서 선거 운동을 벌였기 때분에 신문은 로버트 링컨을 "Prince of Rails"로 별명을 붙였다. 링컨은 별명을 좋아하지 않거나 대중의 눈에 띄는 것을 즐기지 않았다. 그는 자신의 부친의 명성에 상관없이 자신 소유의 이름을 만드는 데 노력하였다.
1868년 링컨은 메리 할란과 결혼하여 3명의 자녀들 - 메리 (1869년 10월 15일생), 에이브러햄 "잭" (1873년 8월 14일생)과 제시 (1875년 11월 6일생)를 두었다. 링컨이 영국 주재 공사를 지낸 동안 그의 단 하나의 아들이 수술 감염 후에 패혈증 때문에 16세의 나이로 사망하였다.
자신의 부친의 사망 10년 후 1875년 링컨은 자신의 모친이 의사들의 조언에 편신 행동으로 그녀의 정신 기관에 헌신하는 일을 저질렀다. 시카고 법원은 광기 재판을 열어 그녀가 제정신이 아닌 것을 선언하였다. 많은이들은 그의 모친이 그녀의 남편과 3명의 아들의 잃음으로부터 전혀 회복되지 못했다고 믿었다. 그의 모친은 그녀의 강제적인 헌신을 분개하여 자신의 광기 선포에 의심을 던진 시카고 신문에게 이야기를 누설하는 데 자신의 변호사와 친구와 함께 일하였다. 부정적인 홍보가 쌓이면서 시카고 법원은 과거의 판결을 뒤집어 그녀의 제정신을 선언하였다. 긴장된 모자 관계는 그 이후에 존재했다.
링컨은 3회의 총격으로 자신의 연결 후에 이루어진 결론으로 자신이 불운을 가져온 것을 믿었다. - 그는 자신의 부친이 총격 상처로 숨졌을 때 부친의 침대결에 있었고, 가필드 대통령이 총에 맞았을 때 워싱턴역에 존재하였으며 윌리엄 매킨리 대통령이 총격되었을 때 버펄로 팬아메리카 박람회에 있었다.

## 사망
링컨은 자신의 성인 생활의 대부분을 시카고에서 살았어도 1926년 7월 26일 자신의 버몬트주 맨체스터 여름 휴양지에서 82세의 나이로 사망하였다. 그의 의사는 링컨이 동맥경화증에 의하여 유도된 뇌출혈로 사망했다고 진술하였다. 일리노이주에 있는 가족의 작은 토지에 안장된 그의 직계 가족의 나머지와 달리 로버트 링컨은 버지니아주에 있는 알링턴 국립묘지에 안장되었다. 그의 부인은 그의 매장지를 결정하여 그녀가 자신의 남편은 "그의 위대한 부친과는 별개로 자신의 역사를 만든 인물이자 햇볕에 자신의 자리를 가져야 한다."고 느낀 것을 썼다.